# Georges Périnal
Georges Périnal (* 6. Januar 1897 in Maisons-Alfort; † 18. April 1965 in London) war ein französischer Kameramann.

## Biografie
Périnal begann seine Karriere im Jahr 1913 als Filmvorführer und wurde kurze Zeit später Kameramann für Dokumentarfilme bei der Firma Pathé. Nach dem Ersten Weltkrieg, in dem er seinen Militärdienst ableistete, betätigte er sich wieder als Filmvorführer und Fotograf von Werbefilmen und war als Kameramann für Jean Epstein und Jean Cocteau tätig. Durch seine Kameraarbeit für Unter den Dächern von Paris und Es lebe die Freiheit wurde der britische Filmproduzent Alexander Korda auf ihn aufmerksam und holte ihn nach London, wo Périnal einen Vertrag auf Lebenszeit erhielt und in erster Linie an den Filmen von Alexander und Zoltan Korda mitwirkte.
Mit Ausbruch des Zweiten Weltkriegs wanderte Alexander Korda in die Vereinigten Staaten aus und wollte Périnal mitnehmen, was dieser jedoch ablehnte. Er lehnte es ab Mitglied der American Society of Cinematographers zu werden, was es unmöglich machte eine Arbeitserlaubnis in den Vereinigten Staaten zu erhalten. Während des Kriegs war er nur selten als Kameramann tätig. Mit Kordas Rückkehr aus den Vereinigten Staaten 1945, nahmen beide ihre Zusammenarbeit wieder auf. Périnal arbeitete aber auch mit anderen Regisseuren wie Otto Preminger zusammen. Nach dem Film Oscar Wilde beendete er seine Karriere als Kameramann.
Périnal wurde zwei Mal für einen Oscar in der Kategorie Beste Kamera nominiert und erhielt diese Auszeichnung 1941 für den Film Der Dieb von Bagdad.

## Filmografie (Auswahl)
- 1929: Die neuen Herren (Les Nouveaux messieurs)
- 1930: Das Blut eines Dichters (Le sang d'un poète)
- 1930: Unter den Dächern von Paris (Sous les toîts de Paris)
- 1930: David Golder
- 1931: Die Million (Le Million)
- 1933: Das Privatleben Heinrichs VIII. (The Private Life of Henry VIII.)
- 1933: Der 14. Juli (14 Juillet)
- 1934: Katharina die Große (Catherine the Great)
- 1934: Das Privatleben des Don Juan (The Private Life of Don Juan)
- 1934: Menschen im Norden (Maria Chapdelaine)
- 1935: Verlaß mich niemals wieder (Escape Me Never)
- 1936: Was kommen wird (Things to Come)
- 1936: Rembrandt
- 1936: Unter der roten Robe (Under the Red Robe)
- 1938: Gefahr am Doro-Paß (The Drum)
- 1939: Vier Federn (The Four Feathers)
- 1940: Der Dieb von Bagdad (The Thief of Bagdad)
- 1942: The First of the Few
- 1943: Leben und Sterben des Colonel Blimp (The Life and the Death of Colonel Blimp)
- 1945: Perfect Strangers
- 1948: Kleines Herz in Not (The Fallen Idol)
- 1950: Der Dreckspatz und die Königin (The Mudlark)
- 1951: Die Reise ins Ungewisse (No Highway in the Sky)
- 1957: Ein König in New York (A King in New York)
- 1957: Die heilige Johanna (Saint Joan)
- 1958: Bonjour Tristesse
- 1958: Der kleine Däumling (Tom Thumb)
- 1959: Noch einmal mit Gefühl (Once More, With Feeling!)
- 1960: Oscar Wilde